# Azougui-Formation
Die Azougui-Formation ist die zweitälteste Formation im Taoudenni-Becken Westafrikas. Die aus Gezeitensedimenten einer evaporitischen Plattform aufgebaute Formation wurde im Stenium vor zirka 1150 Millionen Jahren BP auf dem archaischen Reguibat-Schild abgelagert.

## Etymologie
Die Formation ist nach ihrer Typlokalität Azougui, einer Oasenssiedlung rund acht Kilometer nordwestlich von Atar in der Region Adrar in Mauretanien, benannt.

## Geographie
Die Azougui-Formation folgt der südöstlichen Begrenzung des Reguibat-Schildes (Amsaga). Von der Typlokalität ausgehend streicht sie in einem sehr dünnen, nur 2 Kilometer breiten Band nach Nordnordosten in Richtung Choum und Zouérat. Noch vor Choum wird die Formation von den Nordost-Südwest-streichenden Sandflächen des Erg Akchar verhüllt. Nach Südsüdwesten setzt sie sich weitere 20 Kilometer fort, bis sie jäh von der Ntouskes-Verwerfung abgeschnitten wird.

## Stratigraphie
Die durchschnittlich 90, im Nordsektor auch bis zu 120 Meter mächtige Formation wurde 1973 von Trompette definiert. Sie liegt konkordant auf der Agueni-Formation. Beide Formationen bilden zusammen die Char-Gruppe der Supergruppe 1. Auf die Azougui-Formation folgt diskordant die Foum-Chor-Formation, die bereits der Atar-Gruppe angehört.

### Fazies
Die Azougui-Formation besteht aus einer Gezeiten-dominierten, gemischt siliziklastisch-karbonatischen Flachwasserfazies. Im Einzelnen lassen sich in ihr vier Faziestypen unterscheiden:
- Tonstein-Fazies
- Dolomitische Sandstein-Fazies
- Sandige Dolomit-Fazies
- Massive Dolomit-Fazies

Die Tonstein-Fazies stellt allein 60 % der Azougui-Formation, die anderen drei Faziestypen teilen sich die restlichen 40 %.

#### Tonstein-Fazies
Die violettfarbene Tonstein-Fazies ist sehr schlecht geschichtet. Im Zentral- und im Südsektor ist sie siltiger ausgebildet und enthält gut gerundete Quarzkörner im Millimeterbereich. Die Quarzkörner befinden sich entweder in einer siltigen bis sandigen Grundmasse oder in linsenförmigen grobkörnigen Sandstreifen im Zentimeterbereich.
Die strukturlose Tonsteinfazies kann als niedrigenergetisches, subtidales Sediment interpretiert werden. Es ähnelt zwar in gewisser Weise den Ablagerungen in einer Lagune, für die aber jegliche Anzeichen abriegelnder Inseln oder Schwellen fehlen.

#### Dolomitische Sandstein-Fazies
Die dolomitische Sandstein-Fazies wird aus mittelkörnigen dolomitischen Sandsteinen aufgebaut, die als 10 bis 50 Zentimeter mächtige Sandsteinbänke auftreten. Die grobkörnige, erosive Basis der Bänke setzt sich scharf vom Liegenden ab. Die Bänke werden geprägt von horizontaler bis welliger Parallelschichtung. Sie können aber auch schräggeschichtet sein und Siltfetzen enthalten. Ihre Hangendoberfläche wird von Wellen- oder Strömungsrippeln bedeckt.
Die Fazies ist im Zentral- und Südsektor anzutreffen, vor allem im Liegenden der Azougui-Formation. Im Nordsektor und im Hangenden wird sie zusehends karbonathaltiger und es treten typische Gezeitenmerkmale auf wie beispielsweise Fischgrätenstrukturen (Englisch herringbone structures), sigmoidale Bündel und mit Trockenrissen gepaarte Tonhäute.

#### Sandige Dolomit-Fazies
Die sandige Dolomit-Fazies erscheint mit 50 bis 60 Zentimeter starken Dolomitbänken, die typischerweise zu 1 bis 3 Zentimeter dicken Platten zerfallen. Als Internstrukturen zeigt sie wellige Parallelschichtung und ansteigende Wellen- und Strömungsrippel (engl. climbing ripples), die ihren Richtungssinn von Lage zu Lage abwechseln können. Im Süd- und im Zentralsektor wurden an der Bankunterseite vieler Platten Steinsalzmodel gefunden.
Die dolomitische Sandsteinfazies und die sandige Dolomitfazies wurden mittels seichter, bimodaler Strömungen im niedrigenergetischen intertidalen Bereich sedimentiert. Bimodale Schrägschichtungen und Rippelstrukturen verweisen auf niedrigenergetische Gezeitenströmungen. Die tonüberzogenen Vorschüttschichten (engl. foresets) und das Vorkommen von Steinsalz implizieren metasalinares Niedrigwasser und die Trockenrisse belegen zeitweiliges Trockenfallen. Die intertidalen Bedingungen werden außerdem von Fischgrätenschrägschichtungen, Gezeitenbündel und Ton-Sand-Couplets unterstrichen.

#### Massive Dolomit-Fazies
Die massive Dolomit-Fazies baut sich aus massiven, 10 Zentimeter dicken Dolomitbankstapeln auf, die seitlich aushaltende, 1 bis 2 Meter mächtige Horizonte bilden. In den strukturlosen Bänken des Liegenden finden sich gewöhnlich Chertknollen mit einem Durchmesser von 20 Zentimeter, die parallel zur Schichtung abgeplattet sind. Die Bänke im Hangenden besitzen wellige und unregelmäßige Algenmatten, die stellenweise brekziiert sind. Die Algenmatten gehen zum Hangenden in domförmige Stromatolithen über. Diese messen im Zentralsektor 10 bis 20 Zentimeter im Durchmesser, bilden jedoch im Norden 0,5 bis 2 Meter große Bauten.
Die massive Dolomit-Fazies wird als supratidal angesehen. Dafür sprechen flach-laminierte Stromatolithen mit Trockenrissen, wobei letztere die Brekziierung von Algenmatten und Stromatolithendomen herbeiführten. Auch die stratigraphische Position dieser Fazies, eingekeilt zwischen intertidalen sandigen Dolomiten und subtidalen Tonsteinen, lässt diesen Schluss zu. Die großen Stromatolithenbauten des Nordsektors werden hingegen in Analogie zu modernen Beispielen als subtidale Riffe interpretiert. Ganz ähnliche Stromatolithenbauten wurden auch in der proterozoischen Transvaal Supergroup in Südafrika als subtidal beschrieben.

### Lithostratigraphie
Die oben angeführten vier Faziesassoziationen können sich zu verschiedenen Abfolgen (Sequenzen) organisieren. Drei Sequenztypen können hierbei unterschieden werden:
- Couplets aus Tonstein-dolomitischer Sandstein mit Korngrößenzunahme zum Hangenden
- Abfolge Tonstein-dolomitischer Sandstein-sandiger Dolomit-massiver Dolomit
- Abfolge Tonstein-sandiger Dolomit-massiver Dolomit.

Die Couplets sind repetitiv. Sie finden sich im Südsektor und im Liegenden der Azougui-Formation.
Der zweite Sequenztyp muss nicht immer vollständig ausgebildet sein. In ihm erfolgt eine stetige Zunahme des Karbonatgehaltes unter Herausbildung von Algenmatten und domförmigen Stromatolithen. Diese recht komplexen Abfolgen sind auf den mittleren Abschnitt des Zentralsektors der Formation beschränkt, wohingegen unvollständige Sequenzen wie z. B. Tonstein-sandiger Dolomit oder Tonstein-massiver Dolomit nur im oberen Abschnitt zu finden sind.
Die dritte Abfolge ist für den Nordsektor charakteristisch. Die Dolomitplatten des massiven Dolomits, der sich vorwiegend aus großen Stromatolithenriffen und Dolomitbrekzien zusammensetzt, sind strukturlos.
Der erste und zweite Sequenztyp werden als ein Seichterwerden des Ablagerungsmilieus in Richtung Hangendem gedeutet. Der Sequenztyp 3 kennzeichnet ein anfängliches Seichterwerden gefolgt von Absenkung.

### Interpretation
Die beschriebenen Faziesabfolgen wurden gemäß Klein (1977) im gezeitenbeherrschten Nahküstenbereich/Küstenbereich abgelagert. Die Schelfplattform dürfte eine Rampe mit gemischt siliziklastisch-karbonatischer Sedimentation gewesen sein. Ganz ähnliche Beispiele aus der geologischen Vergangenheit finden sich im Unterperm von New Mexico oder im mittleren Jura des Katalanischen Beckens.

## Alter
Die Supergruppe 1 des Taoudenni-Beckens wurde von Clauer (1981) anhand von Glaukoniten in tonreichen Lagen mittels der klassischen Rubidium-Strontium-Methode auf den Zeitraum 998 bis 695 Millionen Jahre BP datiert. Für den Beginn der Char-Gruppe (Agueni-Formation) ergaben sich 998 ± 34 Millionen Jahre BP und für die abschließende Assabe-el-Hassiane-Gruppe rund 695 Millionen Jahre BP.
Eine Neudatierung mittels der Rhenium-Osmium-Methode durch Rooney und Kollegen (2010) erbrachte für die Atar-Gruppe jedoch um über 200 Millionen Jahre höhere Alter, die zwischen 1105 und 1109 Millionen Jahre BP schwanken. Unterstützt wird diese Neudatierung durch den Verlauf der chemostratigraphischen δ13C-Kurve, die sich mit den für die Atar-Gruppe gefundenen Werten im Zeitabschnitt des Steniums deckt, jedoch nicht im Tonium.
Demzufolge hat die Azougui-Formation ein Minimalalter von 1109 Millionen Jahren BP und stammt aus dem Stenium.

## Bedeutung
Insgesamt stellt die Azougui-Formation einen regressiven Halbzyklus dar, der an der Basis der Formation bei Meeresspiegelhochstand (engl. maximum flooding surface oder MFS) einsetzt. Zum Hangenden folgen dann sich wiederholende Couplets oder Sequenzen, die ein sukzessives Absinken des Meeresspiegels dokumentieren. Das Absinken des Meeresspiegels erfolgte aber nicht stetig, sondern sprunghaft, wie die aperiodische vertikale Anordnung dieser Abfolgen belegt. Dieses unruhige Verhalten darf wahrscheinlich mit der Ntouskes-Verwerfung in Zusammenhang gebracht werden, deren Bewegungen die gemischt siliziklastisch-karbonatische Schelframpe beeinträchtigten.